# Symphorus nematophorus
Symphorus nematophorus is een straalvinnige vis uit de familie van snappers (Lutjanidae) en behoort derhalve tot de orde van baarsachtigen (Perciformes). De vis kan een lengte bereiken van 100 cm. Het geslacht van deze soort, Symphorus, is monotypisch.

## Leefomgeving
Symphorus nematophorus is een zoutwatervis. De vis prefereert een tropisch klimaat en heeft zich verspreid over de Grote en Indische Oceaan.

## Relatie tot de mens
Symphorus nematophorus is voor de visserij van aanzienlijk commercieel belang. In de hengelsport wordt er weinig op de vis gejaagd.
Voor de mens is Symphorus nematophorus potentieel gevaarlijk, omdat er vermeldingen van ciguatera-vergiftiging zijn geweest.